# Christoph 65
Christoph 65 ist der Funkrufname eines am Flugplatz Dinkelsbühl-Sinbronn im mittelfränkischen Landkreis Ansbach stationierten Rettungshubschraubers.

## Geschichte
Die Einrichtung eines Rettungshubschraubers in Dinkelsbühl war notwendig geworden, nachdem der für das nördliche Schwaben vorgesehene Christoph 40 am Klinikum Augsburg stationiert wurde. Vom 29. Juli bis zum 29. September 2014 wurde hierfür europaweit ein Betreiber ausgeschrieben und im Dezember 2014 die ADAC Luftrettung als Betreiber verkündet.

## Station, Einsatz und Besetzung
Das neu erbaute Luftrettungszentrum wurde am 2. September 2015 eingeweiht. Das Einsatzgebiet von Christoph 65 umfasst einen Radius von ca. 50 bis 70 Kilometern um Dinkelsbühl und schließt somit die Versorgungslücke in Westmittelfranken und im nördlichen Landkreis Donau-Ries. Die Alarmierung erfolgt über die Integrierte Leitstelle Ansbach.

## Hubschrauber

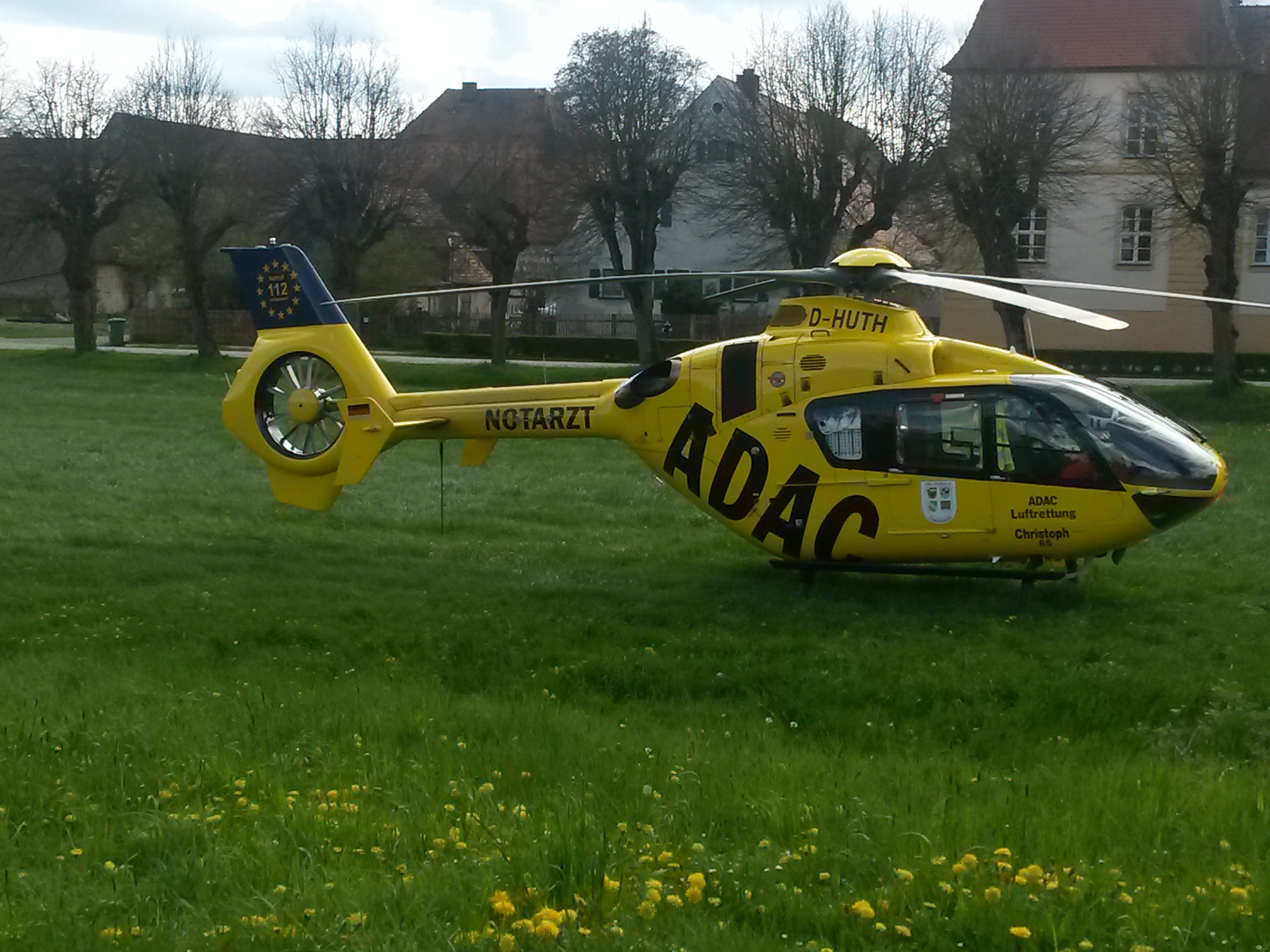
Christoph 65 gelandet bei Unterschwaningen

Als Hubschrauber kommt ein Eurocopter EC 135 zum Einsatz.

## Volocopter
Der Standpunkt von Christoph 65 wurde ausgewählt, um erste Testflüge mit einem Volocopter bei Rettungseinsätzen zu fliegen.